# تفجير يوم الاستعداد
حدث تفجير يوم الاستعداد في سان فرانسيسكو، كاليفورنيا في 22 يوليو، 1916، عندما نظمت المدينة موكبًا تكريمًا ليوم الاستعداد، في توقع لدخول الولايات المتحدة الوشيك في الحرب العالمية الأولى. انفجرت قنبلة موضوعة في حقيبة خلال الموكب، مما تسبب في قتل 10 أشخاص وإصابة 40 شخصًا في أسوأ هجوم في تاريخ فرانسيسكو.
أدين شخصان من القادة في الحركة العمالية في محاكمات متفرقة وحكم عليهم بالإعدام وهم ثوماس مووني ووارين بيلينغز، ثم خففت العقوبة لاحقًا إلى السجن مدى الحياة. ووجد المحققون لاحقًا أن المحاكمات كانت قد شوهت بواسطة شهادات زور، وتم إطلاق سراح الرجال في عام 1939 والعفو عنهم في النهاية. ولم يتم تحديد هوية المنفذين للتفجير أبدًا.
في منتصف عام 1916، وبعد رؤية المذبحة في أوروبا، رأت الولايات المتحدة نفسها مستعدة على حافة المشاركة في الحرب العالمية الأولى. بقيت سياسة الانعزال قوية في سان فرانسيسكو، ليس فقط بين المتطرفين مثل اتحاد عمال الصناعة في العالم («الوبليز»)، ولكن أيضًا ضمن قادة العمال العامّين. وفي نفس الوقت، مع ظهور البلشفية والاضطرابات العمالية، كان مجتمع الأعمال في سان فرانسيسكو متوترًا. ونظمت غرفة التجارة لجنة القانون والنظام، وبالرغم من التأثير المتناقص والنفوذ السياسي لمنظمات العمال المحلية. فقد كان موكب يوم الاستعداد منظمًا من قبل غرفة التجارة ومؤسسة الأعمال المحافظة غير المؤيدة لنقابات العمال.

## الموكب
كان موكب يوم الاستعداد الكبير في يوم السبت، 22 يوليو، 1916، هدفًا للمتطرفين. وتم نشر منشور مناهض للحرب غير موقَّع في كل مكان في المدينة في منتصف يوليو يقول في أحد أجزائه، «سوف نقوم بالقليل من الأعمال المباشرة في 22 يوليو لإظهار بأن السياسة العسكرية لا يمكن فرضها علينا وعلى أطفالنا دون احتجاج عنيف.» 
تلقى موني بلاغات تهديدات سبقت الموكب وضغطت على القرارات من خلال اتحاده، حذَّر أتباع مولدر، ومجلس العمل المركزي في سان فرانسيسكو ومجلس بناء التجارات أن الاستفزازيين قد يحاولون تشويه سمعة حركة العمل عن طريق التسبب باضطراب في الموكب.
كان موكب سان فرانسيسكو ليوم الاستعداد عام 1916 أكبر موكب يحدث في المدينة على الإطلاق. فقد كان هنالك 51,329 متظاهرًا في مسيرة استمرت ثلاث ساعات ونصف، متضمنة 2,134 منظمة و52  فرقة. ومما قد يثير السخرية، كانت إشارات البداية «تحطم قنبلة وصراخ صفارات الإنذار.» تُبِعَت الأقسام العسكرية، المدنية، القضائية، الحكومية، والمحلية بالصحف، التلفون، التلغراف واتحادات نقابات الترام. وقد اتى الكثير من الأقسام من مدن أخرى من منطقة خليج سان فرانسيسكو. وفي الساعة 2:06 مساءًا، بعد بدء الموكب بنصف ساعة، انفجرت قنبلة على شكل انبوب فولاذي مصبوب مملوء بالمتفجرات في الجانب الغربي من شارع ستيوارت، جنوب شارع ماركيت مباشرًة، بالقرب من مبنى العبارة.
قبل تغطية الأنبوب الفولاذي الذي يحتوي على المتفجرات (يعتقد من الشرطة أنه كان يحتوي على تي أن تي أو ديناميت)، كان صانع القنبلة قد ملأ الأنبوب برصاصات معدنية مصممة لتعمل كشظايا، مزيدة معدل فتك القنبلة بشكل كبير. قُتل عشرة من المارة وأُصيب أربعون، من ضمنهم فتاة شابة تفجرت ساقاها. لقد كان التفجير هو أسوأ عمل إرهابي في تاريخ سان فرانسيسكو. وقد اختلف الشهود حول موضع القنبلة. فقال البعض أنهم شاهدوا رجلًا يترك حقيبة تحتوي على قنبلة في زاوية بناٍء في شوارع ماركيت وستيوارت، بينما شهد آخرون، مثل الدكتور مورا موس الذي شهد بأنه رأى قنبلة تُقذف أو يُلقى بها من سطح بناية قريبة، بدلًا من تركها في مكان الحادث.

## المحاكمات والإدانات
ركزت السلطات في البداية انتباهها على عدة متطرفين وفوضويين معروفين في المدينة، بقيادة محامي مقاطعة سان فرانسيسكو، تشارلز فيكرت، وكان من ضمنهم أليكساندر بيركمان، الذي كان معروفًا لدى الحكومة لسياساته المتطرفة وإدانته السابقة بمحاولة قتل. وكان قد انتقل للتو من سان فرانسيسكو بعد تورطه في مؤامرة تفجير أخرى، وهي انفجار شارع ليكسينغتون في مدينة نيويورك، والذي تسبب في وفاة عدة فوضويين وشخص بريء من المارة على الأقل. بدأ بيركمان صحيفته الفوضوية الخاصة في فترة تواجده في سان فرانسيسكو، والتي أسماها ذا بلاست. وبعد تفجيرات يوم الاستعداد، ترك بيركمان ذا بلاست بشكل مفاجئ وعاد إلى نيويورك، وانظم مجددًا مع إيما غولدمان ليعمل على مجلة مذر إيرث. وقد حاول محامي مقاطعة سان فرانسيسكو تسليم بيركمان إلى سان فرانسيسكو على مزاعم مؤامرة متعلقة بالتفجير، ولكن محاولته لم تنجح.
تم اعتقال اثنين من قادة العمال المتطرفين المعروفين وهم ثوماس موني (حوالي 1882-1942) ومساعده وارين بلينغز (1893-1972). وكانوا قد أُدينوا سابقًا بحمل ديناميت على قطار مسافرين، ولديهم سمعة الاستمتاع بالعمل المباشر، وموني، وهو اشتراكي متشدد، تم اعتقاله دون ان تتم إدانته للتآمر في نسف خطوط كهرباء بالديناميت خلال إضراب شركة باسيفيك للغاز والكهرباء. وكان موني وزوجته قد اعتقلا سابقًا لمحاولتهم غير الناجحة في إيقاف  عمليات الترام خلال إضراب سائقي الترام المدبر، وكان يعرف بكونه على الجانب 'المتطرف' من النشطاء العماليين.
القادة المحافظون للنقابات العمالية المحلية ومحررو صحف العمال في منطقة سان فرانسيسكو كرهوا موني بشدًة، معتقدين أنه «غوغائي خطير» وطرقه «لم تنتج أي شيء غير المشاكل.» كان لدى كل من موني وبالذات بيلينغز معرفة مسبقة عن كيفية استعمال الديناميت (كان بيلينغز على دراية بتقنيات توقيت آلية الساعة، وأصبح مُصَلِّح ساعات بعد إطلاق سراحه من السجن).
احتجزت الشرطة موني بمعزل عن العالم الخارجي ومن دون محاٍم لستة أيام، وحالوا في هذا الوقت استجوابه. رفض موني التحدث، مطالبًا بحقه في الحصول على محاٍم لما يقارب واحدًا وأربعين مرة. وفي إجراءات هيئة المحلفين الكبرى، كان المتهمون لا يزالون من دون محاٍم، ولم يسمح لهم الحلاقة أو تنظيف أنفسهم قبل المثول أمام هيئة المحلفين الكبرى. ورفض المتهمون الشهادة في اعتراض منهم على رفض توفير محاٍم لهم. وبعد أن أعادت هيئة المحلفين الكبرى قائمة المتهمين، أُدين كل من توم ورينا موني، وارين بيلينغز، إسرائيل وينبيرغ، وإيد نولان بالقتل.
زعم محامي المقاطعة  تشارلز فيكرت أن موني قد زرع الحقيبة في موقع التفجير، والتي احتوت على قنبلة ديناميت مع ساعة تعمل كآلية توقيت. أهمل فيكرت والشرطة شهادة الشهود الذين لم تطابق أوصافهم موني وبيلينغز، أو الذين لم تؤيد أوصافهم للتفجير نظرية محامي المقاطعة القائلة بأن موني كان قد زرع قنبلة الحقيبة. ثم وكَّل موني وبيلينغز في النهاية محاميًا جنائيًا معروفًا في سان فرانسيسكو كمحامي الدفاع عنهم، وهو ماكسويل ماكنوت.
في مجموعة من المحاكمات، تمت محاكمة بيلينغز في البداية في سبتمبر عام 1916، وتوم موني في يناير عام 1917. وتمت إدانة الاثنين وحكم عليهم بالإعدام شنقًا. وتمت تبرأة كل من رينا موني وإسرائيل وينبيرغ، ولم يُجلب إيد نولان للمحاكمة أبدًا ولكن تم إطلاق سراحه بعد شهرين من إدانة توم موني.

## عمليات العفو
بعد سنوات، لم تجد لجنة الوساطة التي شكلت من قبل الرئيس وودرو ويلسون دليلًا واضحًا على تهمة موني، وخُففت عقوبة إعدامه. وخُفف في عام 1918 حكم بيلينغز أيضًا إلى السجن مدى الحياة. وبحلول عام 1939، أصبحت أدلة شهادات الزور والحلف الكاذب في المحاكمة دامغة. وأعفى محافظ كاليفورنيا كولبيرت أوسلون عن كلا الرجلين. وقد كتب أنسل آدمز حول اللقاء بثوماس موني في سيرته الذاتية. كان آدمز فتًى صغيرًا في معرض بنما والمحيط الهادئ العالمي، حيث كان موني يعمل. وكتب آدمز لاحقًا، «في ذاكرتي هو رجل لطيف ونبيل.»